# Welmoed Sijtsma
Welmoed Sijtsma (Hardegarijp, 11 september 1990) is een Nederlandse presentatrice, onder andere bekend van de talkshow Op1 en het ochtendprogramma Goedemorgen Nederland.

## Carrière
Sijtsma werd geboren in Hardegarijp en groeide op in Leeuwarden. Ze behaalde in 2014 een master journalistiek aan de Rijksuniversiteit Groningen.

### NOS
Vanaf februari 2014 was ze redactrice bij het NOS Jeugdjournaal, eerst als stagiaire tijdens haar studie, vervolgens op freelance-basis. Voordien en tegelijkertijd was ze werkzaam bij Omrop Fryslân. Van 11 september 2015 tot en met 9 september 2018 was Sijtsma tevens een van de presentatoren van het Jeugdjournaal.

### WNL
Sinds 3 september 2018 is Sijtsma een van de presentatrices van Goedemorgen Nederland.
Vanaf januari 2020 presenteerde Sijtsma op donderdag de nieuwe NPO-talkshow met Sander Schimmelpenninck Op1 en tevens was ze vanaf januari 2020 een van de presentatoren van het radioprogramma 't Wordt Nu Laat op NPO Radio 2. Van september 2020 tot zomer 2024 presenteerde Sijtsma Op1 met Jort Kelder.
In 2022 nam Sijtsma deel aan het 22e seizoen van het spelprogramma Wie is de Mol? Hierin was Sijtsma de derde afvaller.

### Deepfakevideo
In oktober 2022 werd bekend dat er sinds 2021 een nep-seksvideo (deepfake-pornovideo) circuleert, waarin het hoofd van Sijtsma digitaal op het lichaam van een porno-actrice is gemonteerd. De presentatrice deed aangifte en maakte een televisieserie waarin ze in de wereld van nep-seksvideo's duikt.
De maker en verspreider van deze video, een 39-jarige man uit Amersfoort, is begin november 2023 veroordeeld voor een voorwaardelijke taakstraf van 180 uur. Het OM had naast een taakstraf van 120 uur ook een voorwaardelijke celstraf van twee maanden geëist, maar daarin ging de rechter niet mee.

## Programma's
| Programma                   | Periode    | Omroep        | Zender           | Functie                          |
| --------------------------- | ---------- | ------------- | ---------------- | -------------------------------- |
|                             | 2014–2015  | Omrop Fryslân | Omrop Fryslân    | Presentatrice en verslaggeefster |
| NOS Jeugdjournaal           | 2015–2018  | NOS           | NPO Zapp (NPO 3) | Presentatrice en verslaggeefster |
| Bij Ron in het pension      | 2016       | AVROTROS      | NPO Zapp (NPO 3) | Hoofdgast                        |
| Zappmissie lost in the game | 2016       | KRO-NCRV      | NPO Zapp (NPO 3) | Deelnemer                        |
| De Slimste Mens             | 2017       | KRO-NCRV      | NPO 2            | Kandidaat                        |
| Goedemorgen Nederland       | 2018–heden | WNL           | NPO 1            | Presentatrice                    |
| Goedenavond Nederland       | 2025–heden | WNL           | NPO 1            | Presentatrice                    |
| De IJzersterkste            | 2019–2020  | AVROTROS      | NPO 1            | Deelnemer                        |
| Op1                         | 2020–2024  | WNL           | NPO 1            | Presentatrice                    |
| 't Wordt Nu Laat            | 2020       | WNL           | NPO Radio 2      | Presentatrice                    |
| Wie is de Mol?              | 2022       | AVROTROS      | NPO 1            | Deelnemer                        |
| De Bodyguard                | 2022       | WNL           | NPO 3            | Presentatrice                    |
| Welmoed en de Sexfakes      | 2022       | WNL           | NPO 3            | Presentatrice                    |
| Popquiz Oranje              | 2024       | NTR           | NPO 1            | Deelnemer                        |
| Redding na de Ramp          | 2024       | WNL           | NPO 1            | Presentatrice                    |
| Wat een Dag!                | 2024       | RTL 4         | RTL 4            | Deelnemer                        |